# آنتیوک، شهرستان کاوینگتون، آلاباما
آنتیوک (به انگلیسی: Antioch) یک منطقهٔ مسکونی در ایالات متحده آمریکا است که در شهرستان کاوینگتون، آلاباما واقع شده‌است. آنتیوک ۱۲۰٫۰۹ متر بالاتر از سطح دریا قرار دارد.